# 아테네의 폐허
《아테네의 폐허(독일어: Die Ruinen von Athen), 작품 번호 113》은 1811년에 루트비히 판 베토벤에 의해 쓰인 부수 음악이다. 1812년에 페슈트주(현 부다페스트의 일부)에 신설된 독일 극장의 개장을 축하하기 위해 작곡되었다. 아우구스트 폰 코체부의 동명의 연극에 동행하도록 설계되었으며, 그 부수 음악은 일종의 단막 징슈필이었다. 매력적인 아리아와 이중창, 그리고 합창으로 가득하며 유명한 터키 행진곡을 포함하고 있다. 이 작품의 주제는 그리스 신화에 뿌리를 두고 있지만, 실제로는 정치적 의미를 담고 있어, 페슈트주를 "새로운 아테네"로서 기념했다.

## 개요

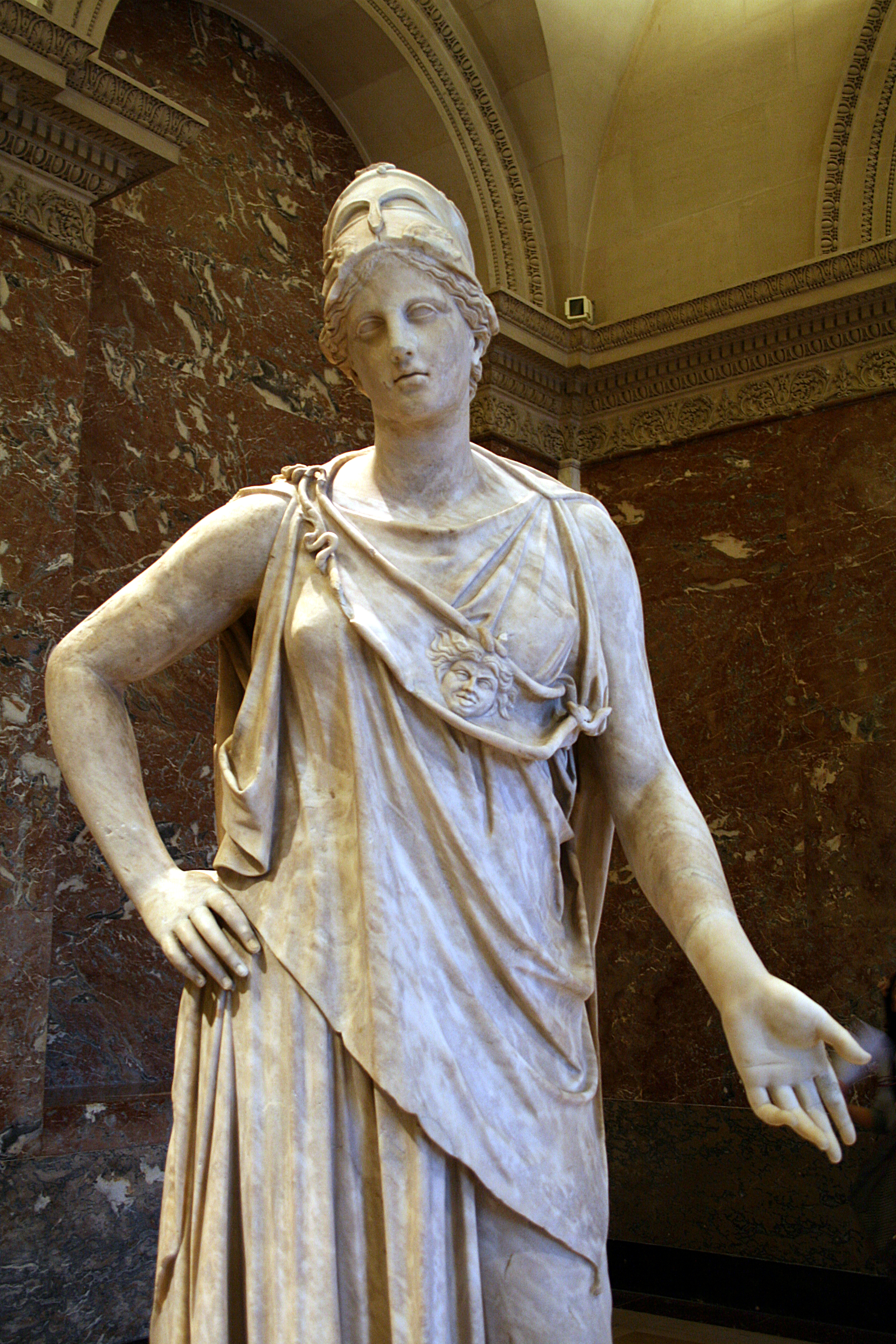
아테나, 대리석 조각상

이 부수 음악은 아우구스트 폰 코체부의 동명의 희곡을 바탕으로 베토벤이 쓴 것이다. 1811년 가을부터 1812년에 걸쳐 쓰여졌으며, 서곡과 1번에서 8번까지 여덟 개의 악곡으로 구성되어 있다. 현재는 서곡과 4번 악곡인 터키 행진곡을 제외하고는 거의 연주되지 않고 있다. 터키 행진곡은 피아노를 위한 편곡 버전으로도 친숙하다.
원래 "아테네의 폐허"는 1811년 10월 21일에 헝가리의 페슈트주에 신설된 독일 극장의 개관 기념 무대에서 초연될 예정이었지만, 개관이 지연되었기 때문에 이듬해 2월 9일에 다시 초연되었다(동시에 "슈테판왕"도 공연되고 있다). 또한 이때는 코체부의 연극과 베토벤의 부수 음악이 함께 초연되었다. 이후(1822년) 이 연극은 카를 메이슬에 의해 수정된 대본과 함께 빈의 요제프슈타트 극장의 재개관을 위해 부활되었고, 이를 위해 베토벤은 현재 《헌당식, 작품 번호 124》로 알려진 새로운 서곡과 합창곡, 《소프라노 독창이 있는 합창, "생기있게 뛰는 맥박(Wo sich die Pulse), WoO 98》을 추가했다.
베토벤은 1814년 1월 2일 열린 연주회에서 이 부수 음악의 수록 악곡인 6, 7, 8 번을 관현악곡인 《웰링턴의 승전》과 함께 프로그램화 하고 있다. 그는 당시 연주회의 마지막 부분에서 덮개가 벗겨져 황제의 초상화가 나타난다는 장치를 생각해 냈으며, 그는 그것을 더할 나위 없이 훌륭한 연출이라고 자부했다는 일화가 있다. 베토벤이 지극히 자신의 생각을 매우 솔직하게 구체화 한 좋은 예라고 할 수 있다.
이후 이 부수 음악은 많이 연주되는 기회가 없어졌고, 베토벤 스스로 이 작품을 기분 전환의 소품이라고 불렀다.
출판은 1816년 빈의 슈타이너 사를 통해 서곡 만이 이루어졌고, 총보는 1846년에 빈의 아르타리아 출판사를 통해 이루어졌다. 헌정은 제6대 프로이센의 국왕 프리드리히 빌헬름 4세에게 이루어졌다.

## 줄거리
작품은 페스트 극장이 세워졌을 때를 설정으로 하고 있다. 당시 그리스는 오스만 제국의 일부였다. 천년의 잠에서 깨어난 강력한 제우스의 딸인 여신 아테나는(2번), 그리스인 두 소녀가 외국 점령에 대해 한탄하는 것을 우연히 듣게 되고(3번), 그녀의 이름을 딴 도시의 웅장한 건물이 폐허가 된 것을 보고 깊이 슬퍼한다(4번과 5번). 오스트리아-헝가리 군주제 황제에게 도움을 요청한 아테나는 전령신 헤르메스와 함께 페스트로 가서 새로운 극장 개막식에 참석하고, 황제 프란츠 2세와 힘을 합해 무사 탈리아와 멜포메네의 승리를 돕는다(6번). 그들의 두 흉상 사이에 제우스는 또 다른 프란츠 황제의 하나를 세우고 아테나는 그것에 왕관을 씌운다(7번). 축제극은 고대 헝가리의 충성심을 새롭게 다짐하는 합창으로 끝난다(8번).

## 구성

### 1812년 페스트 극장 공연시의 구성
| 번호 | 제목                                       | 템포 및 조성                                              |
| ---- | ------------------------------------------ | --------------------------------------------------------- |
|      | 서곡                                       | 안단테 콘 몰토 (사단조) – 알레그로, 마 논 트로포 (사장조) |
| 1    | 합창 "강력한 제우스의 딸이여"              | 안단테 포코 소스테누포 (내림마장조)                       |
| 2    | 이중창 "죄도 없이 속박을 용인하려"         | 안단테 콘 모토 – 포코 피우 모소 (사단조)                  |
| 3    | 합창 "하나님은 옷 소매에 달을 품고"        | 알레그로, 마 논 트로포 (마단조)                           |
| 4    | 터키 행진곡 (기악곡)                       | 비바체 (내림나장조)                                       |
| 5    | 연극을 위한 하모니 [무대 뒤 음악] (기악곡) | 알레그로 아사이 마 논 트로포 (다장조)                     |
| 6    | 행진곡과 합창 "제단 장식하기"              | 아사이 모데라토 (내림마장조)                              |
| 7a   | 레치타티보 "결코 식지 않는 큰 기쁨으로"    | 비바체 (사장조)                                           |
| 7b   | 합창 "수용적인 마음으로"                   | 알레그레토 마 논 트로포 (사장조)                          |
| 7c   | 아리아와 합창 "우리의 소원을 들어준다면"   | 아다지오 – 알레그로 콘 브리오 (다장조)                    |
| 8    | 합창 "국왕 만세"                           | 알레그로 콘 푸오코 (가장조)                               |

### 1822년 빈 요제프슈타트극장 재개관 공연 시의 구성
| 번호 | 제목                                          | 템포 및 조성 | 비고                |
| ---- | --------------------------------------------- | --- | ------------------- |
|      | 헌당식 서곡 (작품 번호 124)                   | 마에스토소 에 소스테누토 – 알레그로 콘 브리오 (다장조)                                                                                       | 기존 서곡을 대체함. |
| 1    | 합창 "강력한 제우스의 딸이여"                 | 안단테 포코 소스테누포 (내림마장조) |                     |
| 2    | 이중창 "죄도 없이 속박을 용인하려"            | 안단테 콘 모토 – 포코 피우 모소 (사단조) |                     |
| 3    | 합창 "하나님은 옷 소매에 달을 품고"           | 알레그로, 마 논 트로포 (사장조) |                     |
| 4    | 터키 행진곡                                   | 비바체 (내림나장조) |                     |
| 5    | 헌당식을 위한 합창 (WoO 98)                   | - 알레그로 마 논 트로포 에 운 포코 마에스토소 (내림나장조) - 안단테 아리오소 칸타빌레 (내림마장조) - 비바체 (사장조) - 프레스토 (내림나장조) | 새로 추가됨.        |
| 6    | 행진곡과 합창 "제단 장식하기" (작품 번호 114) | 아사이 모데라토 (내림마장조) | 텍스트가 수정됨.    |
| 7    | 연극을 위한 하모니 [무대 뒤 음악]             | 알레그로 아사이 마 논 트로포 (다장조) |                     |
| 8a   | 레치타티보 "결코 식지 않는 큰 기쁨으로"       | 비바체 (사장조) |                     |
| 8b   | 합창 "수용적인 마음으로"                      | 알레그레토 마 논 트로포 (사장조) |                     |
| 8c   | 아리아와 합창 "우리의 소원을 들어준다면"      | 아다지오 – 알레그로 콘 브리오 (다장조) |                     |
| 9    | 합창 "국왕 만세"                              | 알레그로 콘 푸오코 (가장조) |                     |

1822년 빈의 요제프슈타트 극장 재개관 공연시의 6번(행진곡과 합창, 작품 번호 114)은 《아테네의 폐허》의 6번과 동일하지 않다. 이것에는 《아테네의 폐허》의 순전히 도구적인 마무리 부분이었던 부분에 텍스트( "Empfanget uns!"로 시작)를 추가하고 있다. 텍스트가 추가되어 개정된 이것(작품 번호 114)은 새롭게 제작된 《헌당식 서곡, 작품 번호 124》와 《헌당식을 위한 합창, WoO 98》를 위한 《아테네의 폐허》의 음악 재활용과 연결된다. 브라이트코프 운트 헤르텔 출판사 전집판의 207a, 6번《작품 번호 114》에는 추가 텍스트가 포함되어 있지만, 브라이트코프 운트 헤르텔 출판사 전집판 207, 작품 번호 113의 6번에는 추가 텍스트가 포함되어 있지 않다.

## 편곡
프란츠 리스트는 1846년에 베토벤의 《아테네의 폐허》를 기반으로 "베토벤 주제에 의한 터키 풍의 카프리치오, S. 388"라는 피아노 곡을 썼는데, 주로 제4곡의 《터키 행진곡》을 바탕으로 하였다. 1852년에는 피아노와 오케스트라를 위한 환상곡(베토벤의 '아테네의 폐허' 주제에 의한 환상곡, (S.122))을 작곡하기도 했고 피아노 솔로를 위한 버전(S.389)과 두 대의 피아노를 위한 버전(S.649)도 만들었다.

## 대중 문화에서의 사용
전자 음악 개척자인 페리와 킹슬리의 전자 버전(Elephant Never Forgets)은 1971년 멕시코 TV에서 "엘 차보 델 오초" 방송 시리즈의 주제로 사용되었다.
올리버 스톤의 2012년 범죄 스릴러 파괴자들에서는 카르텔 집행관 라도의 벨소리로 단축된 버전이 사용되었다.